# Menegroth
Menegroth es una localización ficticia que pertenece al legendarium creado por escritor británico J. R. R. Tolkien y que aparece en su novela póstuma El Silmarillion. Es la mansión escondida del rey Thingol y la reina Melian y ciudad-fortaleza secreta de los elfos Sindar de Doriath, en Beleriand. Su nombre es sindarin y significa «mil cavernas». Se considera que en su cénit alcanzó una población de quince mil elfos.

## Historia
A finales de las Edades de los Árboles los enanos de Belegost, a solicitud del rey Thingol, construyeron una morada que estaba excavada en los altos salientes rocosos de la ribera meridional del río Esgalduin, un afluente del río Sirion. Sólo se accedía a la ciudad atravesando un único puente de piedra sobre el río, para evitar que la ciudad pudiera ser atacada fácilmente, aunque estaba protegida de las criaturas de Morgoth por los efectos mágicos de la Cintura de Melian.
Como los Sindar amaban los bosques, las estancias y cavernas de Menegroth estaban esculpidas con árboles, aves y animales de piedra, y llenas de fuentes, lámparas de cristal y tapices en los cuales estaba representada la historia de la Tierra Media y del Reino Bendecido. Se dice que era la estancia más bella que ha habido al este del mar Belegaer. Finrod se inspiró en ella al concebir Nargothrond. Menegroth prosperó durante las Edades de las Árboles e incluso durante la mayor parte de la Primera Edad del Sol, aun cuando toda Beleriand estaba en guerra, pues Doriath estaba protegido por los poderes mágicos de Melian la Maia. 
Sin embargo, la maldición de los Silmarils provocó finalmente el asesinato de Thingol dentro de la misma Menegroth a manos de los enanos, y la partida de Melian, con lo que toda Doriath quedó sin protección. A pesar de ello no fueron los orcos quienes la destruyeron. Menegroth fue saqueada dos veces: primero por los enanos de Nogrod luego del asesinato de Thingol, y luego por los hijos de Fëanor cuando Dior reinaba allí. Menegroth fue destruida y posteriormente se hundió en el mar con el resto de Beleriand.